# Minnetonka
Minnetonka è una città degli Stati Uniti d'America, nella Contea di Hennepin, nello Stato del Minnesota.

## Economia
Nei pressi di Minnetonka hanno la propria sede queste compagnie: 
- Carlson Companies
- Cargill
- AmeriPride Services
- UnitedHealth Group